# Per Poulsen-Hansen

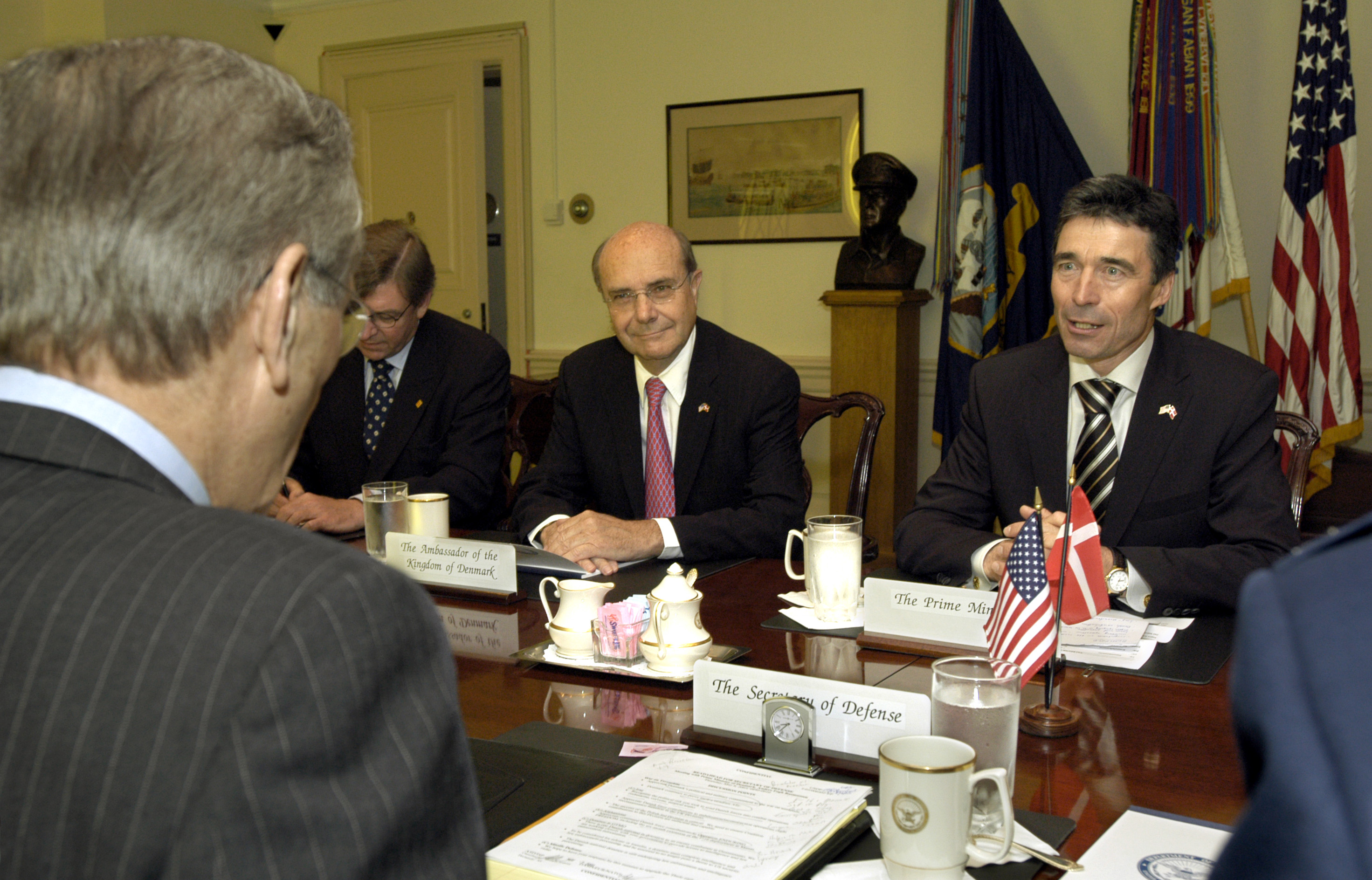
Per Poulsen-Hansen (Mitte) im Jahr 2003 bei einem Treffen mit Anders Fogh Rasmussen (rechts) und Donald Rumsfeld (Vordergrund, Rücken)

Per Poulsen-Hansen (* 14. September 1946 in Kopenhagen) ist ein dänischer Diplomat.

## Leben
Er diente bis 1967 als Leutnant beim Dänischen Militär und wurde als Spezialist für die Russische Sprache eingesetzt. Es folgte ein Russischstudium an der Universität Kopenhagen, das er 1970 mit einem Bachelor abschloss. Anschließend war er Oberleutnant, machte 1973 aber einen Abschluss als Master in Rechtswissenschaften. Von 1973 bis 1975 wirkte er als Legationsrat im dänischen Außenministerium. Er ging dann von 1976 bis 1979 als zweiter Sekretär an die dänische Botschaft in der Sowjetunion nach Moskau. Nachdem er 1979 im dänischen Außenministerium persönlicher Assistent des Unterstaatssekretärs geworden war, übernahm er 1981 die Funktion als vortragender Legationsrat im Bereich Sowjetunion und unter sowjetischem Einfluss stehende Länder. Von 1984 bis 1987 arbeitete er in London an der dänischen Botschaft im Vereinigten Königreich, zunächst als erster Sekretär und ab 1986 als Berater und stellvertretender Missionsleiter.
Zwischen 1987 und 1991 wirkte er Leiter der Abteilung für NATO und Sicherheitspolitik im dänischen Außenministerium. Zugleich gehörte er von 1988 bis 1997 der dänischen Verteidigungskommission an. Außerdem war er von 1987 bis 1991 Mitglied der interministeriellen Kontaktgruppe für Sicherheitspolitik und von 1988 bis 1991 der Regierungskommission für Sicherheit und Abrüstung (SNU).
Im Jahr 1991 wurde er dänischer Botschafter in der Tschechoslowakei. Nach der Auflösung der Tschechoslowakei war er ab 1993 Botschafter sowohl in Tschechien als auch in der Slowakei. Von 1994 bis 1999 kehrte er als Unterstaatssekretär und politischer Direktor an das dänische Außenministerium zurück. Von 1995 bis 1999 war er außerdem Vorstandsmitglied des dänischen Instituts für Internationale Angelegenheiten. Von 1999 bis 2003 war er als Ministerialdirektor in der Kanzlei des dänischen Ministerpräsidenten eingesetzt. 2003 wurde er ständiger Vertreter Dänemarks bei der NATO in Brüssel. Im September 2010 wurde er dänischer Botschafter in Deutschland. Das Amt versah er bis 2015.
Der in den Ruhestand eingetretene Poulsen-Hansen ist seit 2015 Vorstandsmitglied der Dänischen Seemanns- und Auslandskirchen.

## Familie und Persönliches
Er ist verheiratet und Vater dreier Töchter.

## Auszeichnungen
Poulsen-Hansen ist Kommandeur 1. Klasse des Dannebrogordens.